# Shikigami

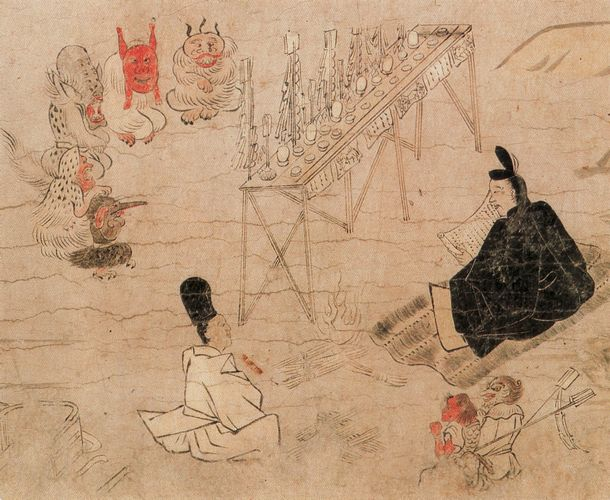
Abe no Seimei và shikigami (dưới bên phải) trước hội đồng linh hồn quỷ

Shikigami (式神 / 識神 (Thức thần)/ しきがみ / しきじん) là một thuật ngữ để chỉ một loại sinh vật trong văn hóa dân gian Nhật Bản. Niềm tin về shikigami bắt nguồn từ Âm Dương đạo.

## Mô tả
Trong Âm Dương đạo, Âm Dương sư có thể ký hợp đồng với một sinh vật như thần linh, quỷ hồn và biến họ trở thành thức thần của mình. Sức mạnh của thức thần phụ thuộc nhiều vào linh lực của chủ nhân; nếu Âm Dương sư có linh lực mạnh và nhiều kinh nghiệm, họ có thể thao túng thức thần của mình, thậm chí cả động vật và con người; nhưng nếu Âm Dương sư bất cẩn, thức thần có thể thoát khỏi sự soát, dành lại ý thức riêng của mình, thậm chí có thể tấn công ngược lại chủ nhân và giết họ để trả thù. Thông thường thức thần được sử dụng để thực hiện các hành động mang nhiều rủi ro như gián điệp, ăn trộm và theo dõi kẻ thù. Thức thần được cho là vô hình trong hầu hết các hoàn cảnh, nhưng có thể làm chúng hiện thân thông qua các hình nhân bằng giấy. Cũng có những thức thần vốn là động vật.
Trong tín ngưỡng dân gian Izanagi-ryu (/ いざなぎ流), những Âm Dương sư ưu tú nhất có thể tạo ra một loại thức thần cực kỳ mạnh mẽ được gọi là shikiōji (式王子 (Thức vương tử)) để xua đuổi tai họa hoặc ma quỷ. Những Âm Dương sư bình thường không thể triệu hồi chúng mà không có nguy cơ mất quyền kiểm soát bởi vì bản chất của loại thức thần này giống như oni.